# 凌安澜
凌安澜（Bishop Leopoldo Brellinger, S.J.，1893年7月27日—1967年9月18日），天主教景县教区主教，耶稣会会士。
1893年7月27日，凌安澜出生于奥地利林茨的Ebelsberg。1923年6月28日晋升神甫。1936-1939年任上海徐家汇耶稣会神学院院长。1939年5月4日景县监牧区成立，凌安澜出任首任宗座监牧。1947年1月9日升为景县教区正权主教。同年4月20日在北平北堂祝圣。1948年居留天津尚德堂。中华人民共和国建立后，因政治环境变化，于1954年4月被驱逐出境。
此后，凌安澜先在菲律宾传教，1962年移居台北。1967年9月18日在桃园圣保禄医院去世，年74岁。